# Nyantare
Nyantare är ett vattendrag i Burundi.   Det ligger i provinsen Makamba, i den södra delen av landet, 120 km sydost om huvudstaden Bujumbura.
I omgivningarna runt Nyantare växer huvudsakligen savannskog. Runt Nyantare är det ganska tätbefolkat, med 80 invånare per kvadratkilometer.